# 글렌 하워턴
글렌 하워턴(Glenn Howerton, 1976년 4월 13일 ~ )은 미국의 배우, 작가, 제작자, 팟캐스터이다. 미국인 부모 사이에서 일본에서 태어났다. 아버지는 전투기 조종사였다. 런던, 대한민국, 몽고메리 등에서 자라왔다.

## 출연 작품

### 영화
- 비밀과 거짓말의 차이 (2005)
- 세레니티 (2005)
- 아드레날린 24 (2006)
  - 아드레날린 24 2 (2009) - 크레디트 미기재
- 노크: 낯선 자들의 방문 (2008)
- 에브리씽 머스트 고 (2010)
- 헌트 (2020) - 리처드 역
- 블랙베리 (2023) - 짐 볼슬리 역

### 텔레비전
- 필라델피아는 언제나 맑음 (2005-현재) - 공동 기획, 총괄 제작, 각본, 연출 겸임
- 민디 프로젝트 (2013-17)
- 파고 (2014)